# Ken Venturi
Kenneth "Ken" Venturi, född 15 maj 1931 i San Francisco, Kalifornien, död 17 maj 2013 i Rancho Mirage, Kalifornien, var en framstående amerikansk professionell golfspelare på PGA-touren under det sena 1950- och tidiga 1960-talet.
Venturi fick sitt nationella genombrott då han 1956 som amatör kom tvåa i The Masters Tournament efter att ha legat i ledningen sedan den första rundan. Den sista rundan gick han under svåra förhållanden på 80 slag vilket hindrade honom från att bli den förste amatör som vann tävlingen.
Tidigt på 1950-talet var Venturi elev hos den store golfspelaren Byron Nelson och han influerades även av sin spelpartner Ben Hogan. Med sin inställning kombinerad med sin fantastiska talang blev Venturi en regelbunden vinnare under sina tidiga år på PGA-touren efter att han blev professionell 1956. Han var nära att vinna The Masters Tournament 1958 och 1960 men båda gångerna besegrades han av Arnold Palmer.
Efter att han ådragit sig några mindre skador i en bilolycka 1961 tappade Venturi sin sving och hans karriär började att gå utför. Detta pågick fram till 1964 då han började att spela bra igen. Efter en rad bra placeringar i olika tävlingar nådde han toppen av sin comeback genom att vinna 1964 års US Open på Congressional Country Club efter att nästan ha kollapsat i hettan under den sista rundan som spelades över 36 hål. Hans seger blev det årets toppnyhet och han fick ta emot utmärkelsen Årets idrottsman av tidningen Sports Illustrated.
Efter 1964 dalade Venturis karriär igen och hans hälsa försämrades av en sjukdom i handlederna. Efter flera operationer återställdes hans hälsa men han kom aldrig tillbaka till sin gamla form. Efter att han dragit sig tillbaka från PGA-touren 1967 och 14 segrar där arbetade han de följande 30 åren som expertkommentator på CBS Sports samtidigt som han drev flera golfskolor.